# Fugleskræmmer
En fugleskræmmer er en af flere ting designet til at skræmme fugle væk.
Fugleskræmmere anvendes af mennesker fx til at skræmme fugle væk fra dyrkningsområder, for at hindre spisning eller anden beskadigelse af afgrøder.
Fugleskræmmere anvendes også ved flyvepladser og lufthavne for at hindre fugle i at samle sig ved startbaner, hvor fulge potentielt kan være til fare for flyvemaskiner.